# Collotheca cucullata
Collotheca cucullata är en hjuldjursart som först beskrevs av Hood 1894.  Collotheca cucullata ingår i släktet Collotheca och familjen Collothecidae.

## Underarter
Arten delas in i följande underarter:
- C. c. cucullata
- C. c. smolandica